# Lee Bergere
Lee Bergere (New York, 10 april 1924 – Fremont (New Hampshire), 31 januari 2007) was een Amerikaanse acteur.
Hij had diverse rollen in allerlei televisieseries, zoals die van Joseph Aynders, het hoofd van de huishoudelijke dienst, in Dynasty, als Justin Nash in Falcon Crest en die van Abraham Lincoln in een aflevering van Star Trek: The Original Series.
Lee Bergere overleed op 82-jarige leeftijd.

## Filmografie
- Falcon Crest (televisieserie) - Justin Nash (3 afl., 1989)
- Time Trackers film - Dr. Karl Zandor (1989)
- Murder, She Wrote (televisieserie) - Maxim Soury (afl. A Fashionable Way to Die, 1987)
- Dream West (tv-miniserie) - 'Papa Joe' Nicollet (1986)
- North and South (tv-miniserie) - Nicholas Fabray (1985)
- Scarecrow and Mrs. King (televisieserie) - Zinoviev (afl. Saved by the Bells, 1983)
- Dynasty (televisieserie) - Joseph Aynders (54 afl., 1981-1983)
- The Love Boat (televisieserie) - Van Darwin (afl. Two Grapes on the Vine/Aunt Sylvia/Deductible Divorce, 1981)
- WKRP in Cincinnati (televisieserie) - WPIG Mascot (afl. Fish Story, 1979)
- Soap (televisieserie) - Anatole Martins (1978)
- Evening in Byzantium (televisiefilm) - Monsieur Carroll (1978)
- Wonder Woman (televisieserie) - Marny (afl. Death in Disguise, 1978)
- All in the Family (televisieserie) - Dean Winslow (afl. Mike's Move, 1976)
- Hot L Baltimore (televisieserie) - George (afl. onbekend, 1975)
- Lincoln (televisieserie) - Rol onbekend (afl. Crossing Fox River, 1974)
- Maude (televisieserie) - Peter Durland (afl. Lovers in Common, 1974)
- Owen Marshall: Counselor at Law (televisieserie) - Conforti (afl. I've Promised You a Father: Part 2, 1974)
- Incident at Vichy (televisiefilm) - Police Captain (1973)
- The Six Million Dollar Man: Wine, Women and War (televisiefilm) - Masaha (1973)
- Emergency! (televisieserie) - Milton Zack (afl. Alley Cat, 1973)
- Wide World of Mystery (televisieserie) - Luigi (afl. A Prowler in the Heart, 1973)
- Hogan's Heroes (televisieserie) - Major Wolfgang Karp (afl. Kommandant Gertrude, 1971)
- The Young Lawyers (televisieserie) - Alfred Marcos (afl. The Russell Incident, 1970)
- The F.B.I. (televisieserie) - James Bowden (afl. The Innocents, 1970)
- It Takes a Thief (televisieserie) - Raoul (afl. The Suzie Simone Caper, 1970)
- Mission: Impossible (televisieserie) - Dr. Labashi (afl. The Brothers, 1969)
- Bob & Carol & Ted & Alice film - Emilio (1969)
- Star Trek (televisieserie) - Abraham Lincoln (afl. The Savage Curtain, 1969)
- Mannix (televisieserie) - Harvey Templeton (afl. Comes Up Roses, 1968)
- Mannix (televisieserie) - Steven Kosloff (afl. The Falling Star, 1968)
- Death Valley Days (televisieserie) - Culverwell (afl. By the Book, 1968)
- Run for Your Life (televisieserie) - Karl Verner (afl. The Exchange, 1968)
- Sullivan's Empire (televisiefilm) - Rudi Andujar (1967)
- Mission: Impossible (televisieserie) - Alfred Kuderlee (afl. The Legacy, 1967)
- The Wild Wild West (televisieserie) - Colonel Wayne Gibson (afl. The Night of the Colonel's Ghost, 1967)
- Mr. Terrific (televisieserie) - Rol onbekend (afl. The Formula Is Stolen, 1967)
- Pistols 'n' Petticoats (televisieserie) - Pirandello Lovelace (afl. The Stranger, 1967)
- Jericho (televisieserie) - Rol onbekend (afl. Have Traitor, Will Travel, 1966)
- Hogan's Heroes (televisieserie) - Count Von Sichel (afl. The Prince from the Phone Company, 1966)
- T.H.E. Cat (televisieserie) - Emil Sanderson (afl. Sandman, 1966)
- Get Smart (televisieserie) - Richelieu (afl. Shipment to Beirut, 1966)
- Burke's Law (televisieserie) - Prince Dana Ransputa (afl. Or No Tomorrow, 1965)
- The Man from U.N.C.L.E. (televisieserie) - Prince Panat (afl. The Tigers Are Coming Affair, 1965)
- My Favorite Martian (televisieserie) - DeWitt Merrick (afl. Tim, the Mastermind, 1965)
- The Addams Family (televisieserie) - Dr. Francis Chalon (afl. The Winning of Morticia Addams, 1965)
- Perry Mason (televisieserie) - Dr. George Devlin (afl. The Case of the Murderous Mermaid, 1965)
- The Alfred Hitchcock Hour (televisieserie) - The Detective (afl. Wally the Beard, 1965)
- The Munsters (televisieserie) - Ramon (afl. Herman's Rival, 1964)
- McHale's Navy (televisieserie) - Fair Pierre (afl. McHale and His Jet Set, 1964)
- Karen (televisieserie) - Arturo Magdelinni (afl. Karen's Mixup, 1964)
- Perry Mason (televisieserie) - Dr. Nevin (afl. The Case of the Deadly Verdict, 1963)
- Perry Mason (televisieserie) - James Wall (afl. The Case of the Witless Witness, 1963)
- Wagon Train (televisieserie) - Alex Lamont (afl. The Mary Beckett Story, 1962)
- Bonanza (televisieserie) - Ricardo Fernandez (afl. The Dowry, 1962)
- The Dick Van Dyke Show (televisieserie) - Mr. Mason (afl. One Angry Man, 1962)
- The New Breed (televisieserie) - Ed Wollock (afl. Sweet Bloom of Death, 1961)
- The Law and Mr. Jones (televisieserie) - Charles duPrais (afl. The Long Echo, 1960)
- Dead or Alive (televisieserie) - Carlos Domingo (afl. Surprise Witness, 1960)
- Alcoa Presents: One Step Beyond (televisieserie) - Joe Bernheim (afl. The Storm, 1960)
- The Alaskans (televisieserie) - Jack Hawley (afl. The Bride Wore Black, 1960)
- Alcoa Theatre (televisieserie) - Stan Gorman (afl. The Slightly Fallen Angel, 1959)
- The United States Steel Hour (televisieserie) - Curt Watson (afl. A Family Alliance, 1958)
- Robert Montgomery Presents (televisieserie) - Rol onbekend (afl. Joe's Boy, 1955)
- Studio One (televisieserie) - Rol onbekend (afl. Thunder on Sycamore Street, 1954)

- Gemeinsame Normdatei: 1061273431
- International Standard Name Identifier: 0000 0000 4710 9696
- Library of Congress Control Number: no2008028883
- Virtual International Authority File: 61346154
- WorldCat: E39PBJmpdpQkBqWwQvMd8Kkbh3